# Acrocercops hyphantica
Acrocercops hyphantica là một loài bướm đêm thuộc họ Gracillariidae. Nó được tìm thấy ở Bihar, Ấn Độ. Nó được miêu tả bởi Edward Meyrick năm 1912. Ấu trùng ăn Caesalpinia bonduc và Caesalpinia decapetala.